# Alastis
Gli Alastis sono stati un gruppo black metal svizzero, formatosi nel 1987 a Sion con il nome Fourth Reich, rinominandolo Alastis due anni dopo. La band si è sciolta nel 2004.

## Formazione
- War D. (voce, chitarra)
- Nick (chitarra)
- Raff (basso)
- Sebastian (batteria)
- Graven X (tastiera)

## Discografia

### Demo
- 1989 - Fatidical Date
- 1990 - Black Wedding

### Album in studio
- 1992 - The Just Law
- 1995 - ...And Death Smiled
- 1996 - The Other Side
- 1998 - Revenge
- 2001 - Unity